# 4-다이포스포사이티딜-2-C-메틸에리트리톨
4-다이포스포사이티딜-2-C-메틸에리트리톨(영어: 4-diphosphocytidyl-2-C-methylerythritol, CDP-ME)은 아이소프레노이드 전구체를 생합성하는 비메발론산 경로의 대사 중간생성물이다. 4-다이포스포사이티딜-2-C-메틸에리트리톨(CDP-ME)은 2-C-메틸에리트리톨 4-인산 사이티딜릴트랜스퍼레이스에 의해 2-C-메틸에리트리톨 4-인산(MEP)으로부터 생성된다. 4-다이포스포사이티딜-2-C-메틸에리트리톨(CDP-ME)은 4-(사이티딘 5'-다이포스포-2-C-메틸에리트리톨 키네이스(CDP-ME 키네이스)에 의해 4-다이포스포사이티딜-2-C-메틸에리트리톨 2-인산(CDP-MEP)으로 전환된다.

## 같이 보기
- 비메발론산 경로
- 2-C-메틸에리트리톨 4-인산
- 2-C-메틸에리트리톨 4-인산 사이티딜트랜스퍼레이스